# Radanovci (Kosjerić)
Pour les articles homonymes, voir Radanovci.
Radanovci (en serbe cyrillique : Радановци) est un village de Serbie situé dans la municipalité de Kosjerić, district de Zlatibor. Au recensement de 2011, il comptait 369 habitants.
Un autre village portant le nom de Radanovci est situé à proximité.

## Démographie

### Évolution historique de la population
| 1948  | 1953  | 1961 | 1971 | 1981 | 1991 | 2002 | 2011 |
| ----- | ----- | ---- | ---- | ---- | ---- | ---- | ---- |
| 1 027 | 1 015 | 991  | 882  | 767  | 650  | 531  | 369  |

|  |